# Frederic IV de Baden

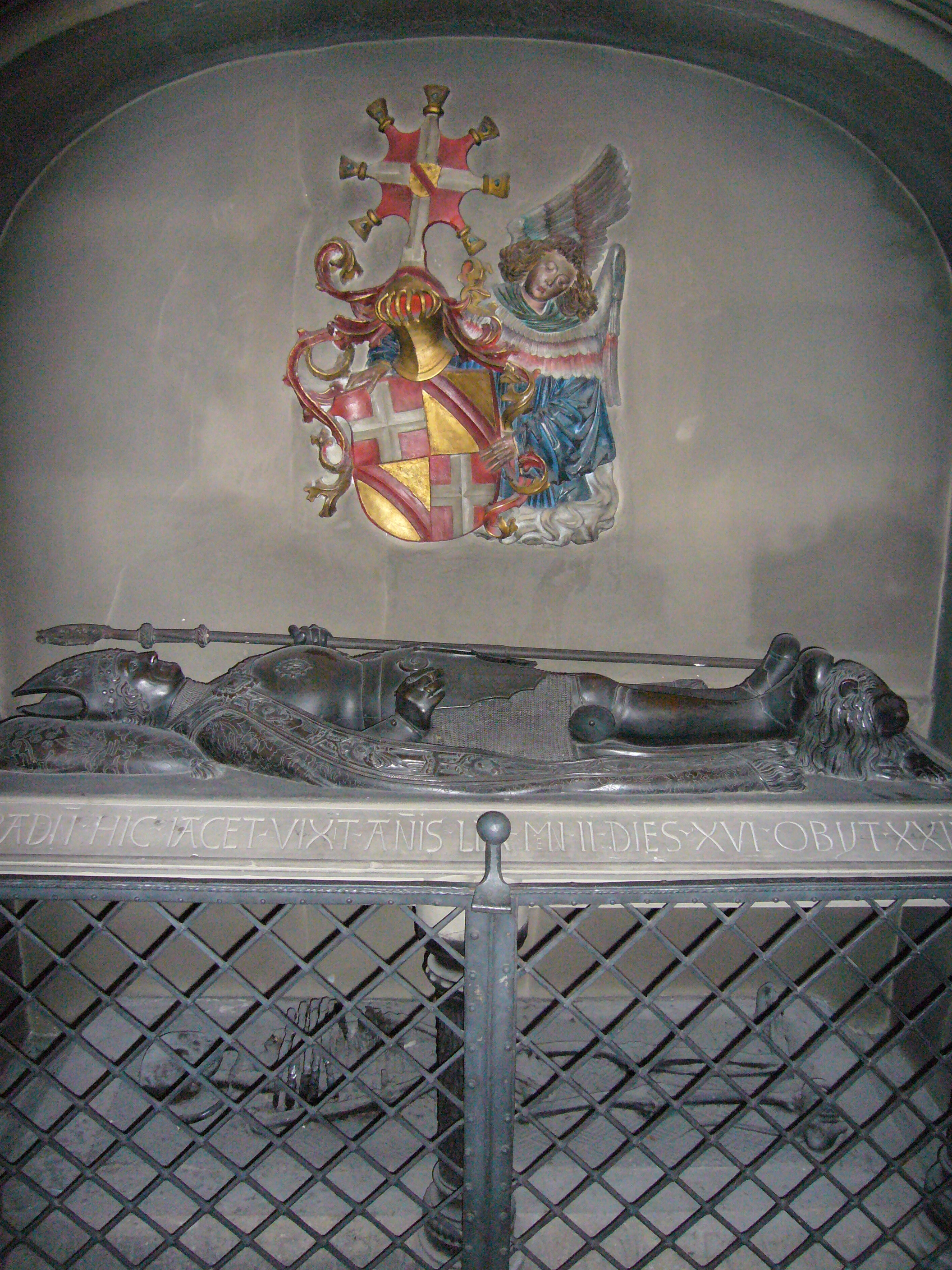
Tomba de Frederic IV a Baden-Baden

Frederic IV de Baden (9 de juliol de 1455 - Lier, 24 de setembre de 1517), va ser bisbe d'Utrecht entre 1496 i 1517.

## Història
Era fill del Marcgravi Carles I de Baden i Caterina d'Àustria, germana de Frederic III d'Habsburg.
Va ser canonge a Colònia abans d'ésser elegit com a bisbe d'Utrecht a través de la forta pressió de Maximilià I d'Habsburg. L'emperador esperava que Frederic, com un bon nebot, seria favorable als interessos dels Habsburg al bisbat d'Utrecht. Els estats d'Utrecht, tanmateix, estaven en curs independent i pròxims a aconseguir-lo amb el duc de Gueldre Carles d'Egmont. Frederic va intentar actuar amb la força, però les lluites eren massa per a ell. Quan es va revelar el 1514 i va tenir la intenció de renunciar al bisbat a favor d'un candidat del rei Lluís XII de França, aleshores va perdre el suport de Carles V del Sacre Imperi Romanogermànic, que li va obligar a dimitir el 9 de maig de 1517. Carles va aconseguir posar com a bisbe a Felip de Borgonya.